# Golmud Airport
Golmud Airport är en flygplats i Kina. Den ligger i provinsen Qinghai, i den nordvästra delen av landet, omkring 620 kilometer väster om provinshuvudstaden Xining.
Trakten runt Golmud Airport är nära nog obefolkad, med mindre än två invånare per kvadratkilometer. Närmaste större samhälle är Golmud, 10,3 km öster om Golmud Airport. Trakten runt Golmud Airport är ofruktbar med lite eller ingen växtlighet.
Genomsnittlig årsnederbörd är 182 millimeter. Den regnigaste månaden är juni, med i genomsnitt 44 mm nederbörd, och den torraste är december, med 1 mm nederbörd.